# Convento dei Cappuccini (Palazzolo Acreide)
Il convento dei Cappuccini è un complesso religioso situato a Palazzolo Acreide in provincia di Siracusa.

## Storia
La fondazione dell'originario convento risale al 1574.
Il sisma del 1693 distrusse gran parte della struttura (resistettero solo due piccoli corridoi al pianterreno) e rase al suolo la chiesa. Il complesso venne presto ricostruito e nel 1710 la chiesa era già riedificata e dedicata alle Stimmate di San Francesco di Assisi. Furono aperte sul lato sinistro della navata due cappelle, la prima dedicata al Crocifisso e la seconda dedicata alla Madonna degli Angeli, successivamente degli Ammalati.
Con la soppressione degli ordini religiosi (1866) l'intero complesso religioso diventò di proprietà del demanio. Risultando impossibile, per i frati, riacquistare l'antico convento, ne fabbricarono uno nuovo, tra il 1888 e il 1895, ad ovest della città, in una contrada denominata "La guardia". Venne edificata pure la chiesa, dedicata al Sacro Cuore di Gesù; inizialmente di modeste dimensioni, poi notevolmente ampliata all'inizio XX secolo.

## Descrizione
La struttura dell'attuale convento si presenta semplice, lineare ma molto capiente.
La chiesa a navata unica, con sei altari minori, conserva quattro tele di buona fattura, realizzate intorno al 1904 dal pittore Domenico Provenzani. Le opere vennero collocate negli altari minori, ed hanno come soggetto, rispettivamente: la Sacra Famiglia con San Giovannino Elisabetta e Zaccaria; Santa Veronica Giuliani; L'Immacolata e Anime del Purgatorio; la Stimmatizzazione di San Francesco d'Assisi.
Dell'antico convento unica opera d'arte che si conserva  è l’armadio da sacrestia in legno, opera dei frati ebanisti del XVIII secolo. Altre opere d'arte sono andate perdute, come la preziosa statua in alabastro dell’Immacolata e le due tele raffiguranti il Beato Bernardo da Offida e le Anime del Purgatorio.